# Thomas Student
Thomas Student (* 28. Oktober 1897; † 11. Februar 1976) war ein deutscher Fußballspieler des FC Schalke 04.
Student schloss sich während des Ersten Weltkriegs dem Verein an, der damals noch Westfalia Schalke hieß. Der Abwehrspieler organisierte das Team und avancierte zum ersten Mannschaftskapitän des Klubs. Mit Student als rechtem Läufer gelangen den Schalkern die ersten Erfolge. Gemeinsam mit Torhüter August Sobotka, den Brüdern Hans und Fred Ballmann, dem jungen Ernst Kuzorra und später Fritz Szepan war er Garant für den stetigen Aufstieg des Vereins. Nicht nur im Spiel hielt der – wie etwa die Hälfte der Spieler der Mitt-1920er Jahre – am Hochofen arbeitende Student die Mannschaft zusammen; er war auch ein engagiertes Vereinsmitglied. Unter anderem kümmerte er sich um die Brüder Ballmann, nachdem diese aus England zurückgekehrt waren, begleitete sie gar zu ihrer Arbeitsstelle als Monteure bei Küppersbusch, damit die beiden wichtigen Spieler nicht auf dem Weg von einem anderen Verein abgeworben wurden. Nach dem Krieg hatte er an der Wiederherstellung des Spielgeländes an der Grenzstraße mitgearbeitet – so eifrig, dass seine Witwe sich später erinnerte, sie habe „während jener Zeit ihren Mann nur wenig zu Gesicht bekommen.“
Im ersten Revierderby gegen Borussia Dortmund am 3. Mai 1925 in Herne, das die Königsblauen 4:2 gewannen, verhalf er dem BVB zu seinem zweiten Treffer, indem er einen Foulelfmeter verursachte. Im Jahr 1926 erreichte Student mit dem seit 1919 unter dem Namen TuS Schalke 1877, seit 1924 als FC Schalke 04 spielenden Club die höchste Spielklasse, die Ruhrgauliga, und qualifizierte sich als Ruhrbezirksmeister erstmals für die Endrunde der Deutschen Meisterschaft. Nach der Saison 1927/28, in der die „Knappen“ erneut in der Meisterschafts-Endrunde spielten, beendete er seine fußballerische Laufbahn. Die Kapitänsbinde reichte er nach zwölf erfolgreichen Jahren an Ernst Kuzorra weiter, seine Rolle als Abwehrchef übernahm Walter Badorek. Im Jahr 2008 ernannte der FC Schalke 04 ihn postum zu einem von neun Ehrenspielführern des Vereins, da „ohne eine Integrationsfigur wie Thomas Student [die Erfolge der 1920er Jahre] nicht möglich gewesen“ wären.